# Chuquibamba

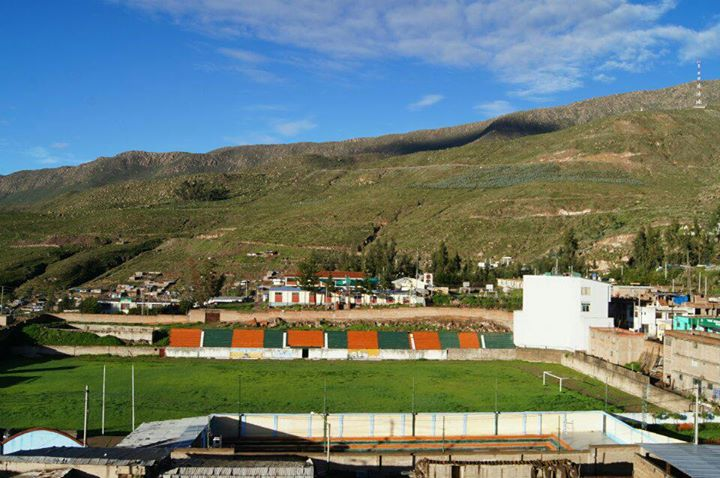
Widok na stadion Los Estudiantes w miejscowości Chuquibamba.

Chuquibamba – miasto w Peru, w regionie Arequipa, stolica prowincji Condesuyos. W 2008 liczyło 3 183 mieszkańców.